# 桜田麻乃
桜木 彩羽（さくらぎ いろは）は、日本のタレント、歌手、ライブアイドル。山形県出身。旧芸名は桜田 麻乃（さくらだ まの）。
2011年10月4日にアイドルデビュー。
キャッチフレーズは「栄養士アイドル桜田麻乃です」。「ミスアクション2014」ファイナリストである。
2014年4月までマーベルエールに所属していた。現在の所属事務所は不明。現在体調不良のため芸能活動を休止中である。

## 来歴

### 2011年
- 10月4日(火)アキバ系BBチャンネル『Marvel-Beach』公開収録（秋葉原ROCKET GATE）にてアイドルデビュー
- BFPプロデュース公演「紅の迎春花」（11月24日-27日）に“栗山幸子”役で出演
- MarvelYell創立10周年記念にて『TEAM☆MARVELYELL』のオリジナル曲「ツーテールとパニエ」を発表

### 2012年
- 1月、オリジナル曲「魔法のチェリーパイ」を発表
- 2月、オリジナル曲「ベビードール～りんごの実はじけた夜～」を発表し、先に発表した「魔法のチェリーパイ」を併せて収録した1StCD-Rを発売
- 2月26日、森永まみ1stワンマンライブ『MAMI-PYON★PLANET!!! １～電撃～』にて、「森永まみ」「杉田琴美（現ソラ豆琴美」「桜田麻乃」による第3期『TEAM雪月花』の結成を発表
- 3月、『TEAM雪月花』（第３期）のオリジナル曲「いたずら好きのキューピット」「参上☆TEAM雪月花」を発表し、同曲を収録したCD-Rを発売
- 5月14日、バナナマンのテイテン!（NOTTV）に出演
- Pinkerbell＆TEAM145合同主催公演「CENTER・BOYS」（5月31日-6月3日）に“みよ”役で出演
- 7月、オリジナル曲「Nutrition」、「ラズベリー」を発表し、同曲を収録した2ndCD-Rを発売
- 8月、『TEAM雪月花』（第３期）のオリジナル曲「あなたに届けたい」、「小さな恋の物語」を発表し、同曲を収録したCD-Rを発売
- 8月、「インディーズ・アイドル名鑑」に掲載
- K.B.SProjectの舞台「超青春コメディ合唱ミュージカル「ＳＩＮＧ！」」（9月20日-23日）に出演
- アリスインプロジェクト「ダウト！国立公安女子校」（10月25日-28日）に“シライ先生”役で出演

### 2013年
- アリスインシアターの1月公演「ラフィン～笑いの免許書～」（1月30日-2月3日）に“出島美樹”役で出演
- 2月、オンラインゲーム「ローズオンライン」の企画に参加
- 4月、オリジナル曲「レディゴー」、「フルーツキャンディー」を発表し、同曲を収録した3rdCD-Rを発売
- A☆ct Stage Vol.3「応！～吠えろ！叫べ！打ち砕け！すべての軛を引きちぎれ！～」（4月17日-21日）に“赤松花火”役で出演
- 5月、横浜開港仮装パレードに参加
- 6月、ミスアクション2014に参加
- 7月、「まるごとTEEN GIRLS」(エンタ959)に出演
- 7月、マーベルエール単独公演 Vol.2にてソラ豆琴美とのユニット「CandyDolls」を披露
- アリスインプロジェクト「戦国降臨ガールズ」（7月3日-7日）に“望月望”役で出演
- 9月、ドラマDVD「アキバ忍者大戦２０１３－激闘ー」に出演
- 9月、マシェリバラエティー マイスマの食卓 Black Box誌面争奪バトルに参加
- 9月、オリジナル曲「毒入りπ3.13」、「メテオシャワー」を発表し、同曲を収録した4thCD-Rを発売
- ヒロセプロジェクト「明日行きの列車は今宵、満天の星の海を」（10月23日-27日）に“神田川”役で出演
- 11月、BLACKBOX（12月号）に掲載
- 12月、「アキバでロマンス～アイドルと一緒に学ぶオタ芸～」に掲載
- 12月、カラオケの鉄人にて、オリジナル曲8曲が配信開始。またTEAM雪月花のオリジナル曲6曲も併せて配信開始

### 2014年
- 2月、ウタ娘スーパーライブにて『TEAM☆MARVELYELL』のオリジナル曲「好きです！」を発表
- 2月、1StDVD「まのたいむ」を発売
- 演劇ユニットN.A.S. 「花や…蝶や…」（4月9日-13日）に“鹿角”役で出演
- 4月27日(日) CandyDolls主宰ライブを渋谷CLUB CRAWLにて開催
- 4月いっぱいをもってマーベルエールを卒業、芸能活動を休止。

### 2015年
- 1月23日、渋谷CLUB CRAWLのCandyDolls主宰ライブで芸能活動を再開。

### 2017年
- 2月12日、青SHUN学園に研究生候補生として加入。活動名義を桜木 彩羽に改名[1]。

## 人物
栄養士の資格を持っており、ライブの登場時には「まのの栄養チェック」という栄養に関する一言講座がある
お酒が好きでライブ前に飲酒して緊張をほぐそうとしたが、周りから止められたことがある。
また、ハロプロ、ディズニー、旅行好きでもある。
学生時代は水泳部に所属しており、番組の水泳大会でその実力を見せている。

## ディスコグラフィー

### 音楽CD

#### オリジナル曲（CD-R）
1．ベビードール～りんごの実はじけた夜～
- ベビードール～りんごの実はじけた夜～
- 魔法のチェリーパイ

2．ラズベリー
- ラズベリー
- Nutrition

3．レディーゴー！
- レディーゴー！
- フルーツキャンディー

4．毒入りπ3.13
- 毒入りπ3.13
- メテオシャワー

#### TEAM雪月花

##### オリジナル曲（CD-R）
1．ラブアクセレーション
- ラブアクセレーション
- チャイム

2．参上☆TEAM雪月花
- 参上☆TEAM雪月花
- いたずら好きのキューピット

3．小さな恋の歌
- 小さな恋の歌
- あなたに届けたいよ。

### DVD
- まのたいむ(オルスタックソフト販売)

## 出演

### テレビ
- バナナマンのテイテン!（NOTTV）
- 「まるごとTEEN GIRLS」(エンタ959)

### ドラマ
- 妖ばなし 第19話（2018年2月10日、TOKYO MX）

### 雑誌・書籍
- 「インディーズ・アイドル名鑑」(東京キララ社/河出書房新社)
- 「アキバでロマンス～アイドルと一緒に学ぶオタ芸～」(スコラムック)
- 「BLACKBOX(2013年12月号)」(マイウェイ出版)

### 舞台
- BFPプロデュース公演「紅の迎春花」2011年11月24日-27日（白萩ホール）
- Pinkerbell＆TEAM145合同主催公演「CENTER・BOYS」2012年5月31日-6月3日（自由が丘【hyphen】）
- K.B.S.Project「SING!」2012年9月20日-23日（池袋シアターグリーン）
- アリスインプロジェクト「ダウト！国立公安女子校」2012年10月25日-28日（博品館劇場）
- アリスインシアター「ラフィン 笑いの免許証」2013年1月30日-2月3日（池袋シアターKASSAI）
- A☆ct Stage Vol.3「応！～吠えろ！叫べ！打ち砕け！すべての軛を引きちぎれ！～」2013年4月17日-21日（築地ブディストホール）
- アリスインプロジェクト「戦国降臨ガールズ」2013年7月3日-7日（品川・六行会ホール）
- ヒロセプロジェクト「明日行きの列車は今宵、満天の星の海を」2013年10月23日-27日（川崎ラゾーナプラザソル）
- 演劇ユニットN.A.S. 「花や…蝶や…」2014年4月9日-13日（東京芸術劇場 シアターイースト）

### Webコンテンツ
- アキバ系BBチャンネル「Marvel-Beach」（レギュラー出演中）
- アイドルSMS
- グラビアサイト「宝島城」
- スマホ専門放送局マイスマTV「マイスマの食卓」（レギュラー出演中）
- マイスマTV「水着でクッキング」（出演中）